# Oosterpoortbuurt (Groningen)

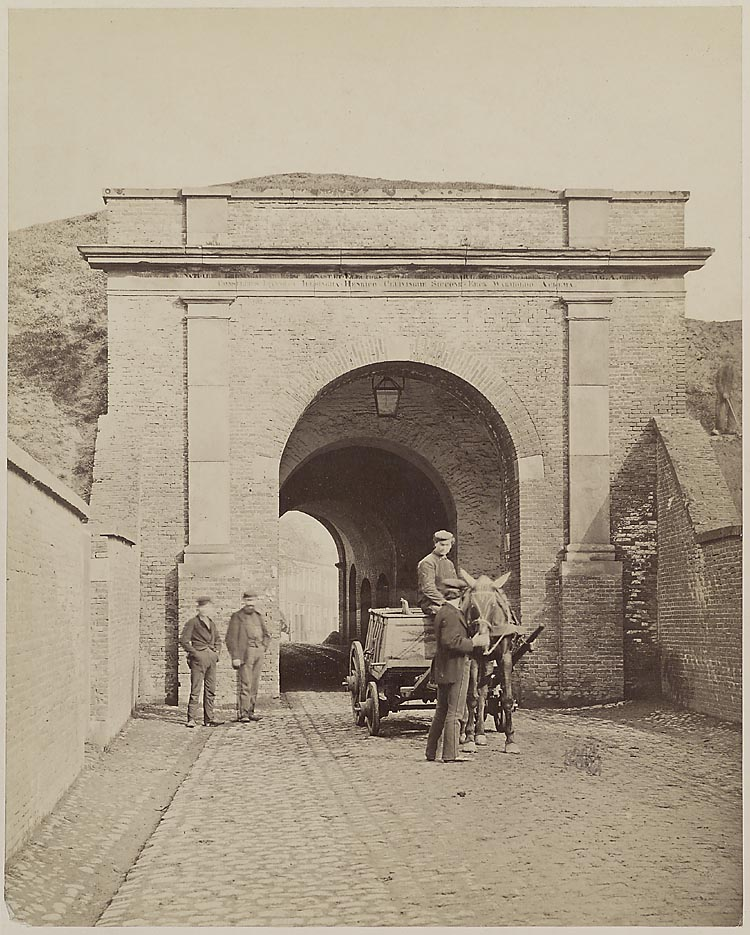
Oosterpoort anno 1875. Klik op de afbeelding voor uitgebreidere beschrijving.

De Oosterpoort of Oosterpoortbuurt is een buurt binnen de wijk Oud-Zuid in het zuidoosten van de stad Groningen. De buurt ligt tussen het Verbindingskanaal, het Winschoterdiep, de zuidelijke ringweg en de spoorlijn Groningen-Assen. De buurt wordt gekenmerkt door relatief kleine, oudere woningen en is bij studenten zeer geliefd. De buurt is genoemd naar de voormalige stadspoort, de Oosterpoort. Op de stadsplattegrond van Siebe Jan Bouma van 1925 wordt het als Woningbuurt de Meeuwerderpolder aangegeven.
De buurt bestaat uit de Oosterpoort zelf (subbuurten Oost, Midden en West) en de villabuurt Zuiderpark. Tot 2014 vormde het tevens een eigen wijk. Deze Oosterpoortwijk omvatte ook de Industriebuurt en de MEER-dorpen. In 2014 is de buurt echter bij de vroegere schilwijken aan westzijde getrokken.
Aan de rand van de wijk staat het cultuurcentrum De Oosterpoort. Op die plaats bevond zich vroeger het veemarktterrein. Een aantal van de cafés uit die periode en een bewaard gebleven poort van baksteen zijn het enige restant van de levendigheid die hier destijds heerste. Iets ten westen van de Oosterpoort ligt het Zuiderpark, een beschermd stadsgezicht.
In de wijk bevindt zich tevens de Buurttuin Oosterpoort, een ecologische stadstuin.

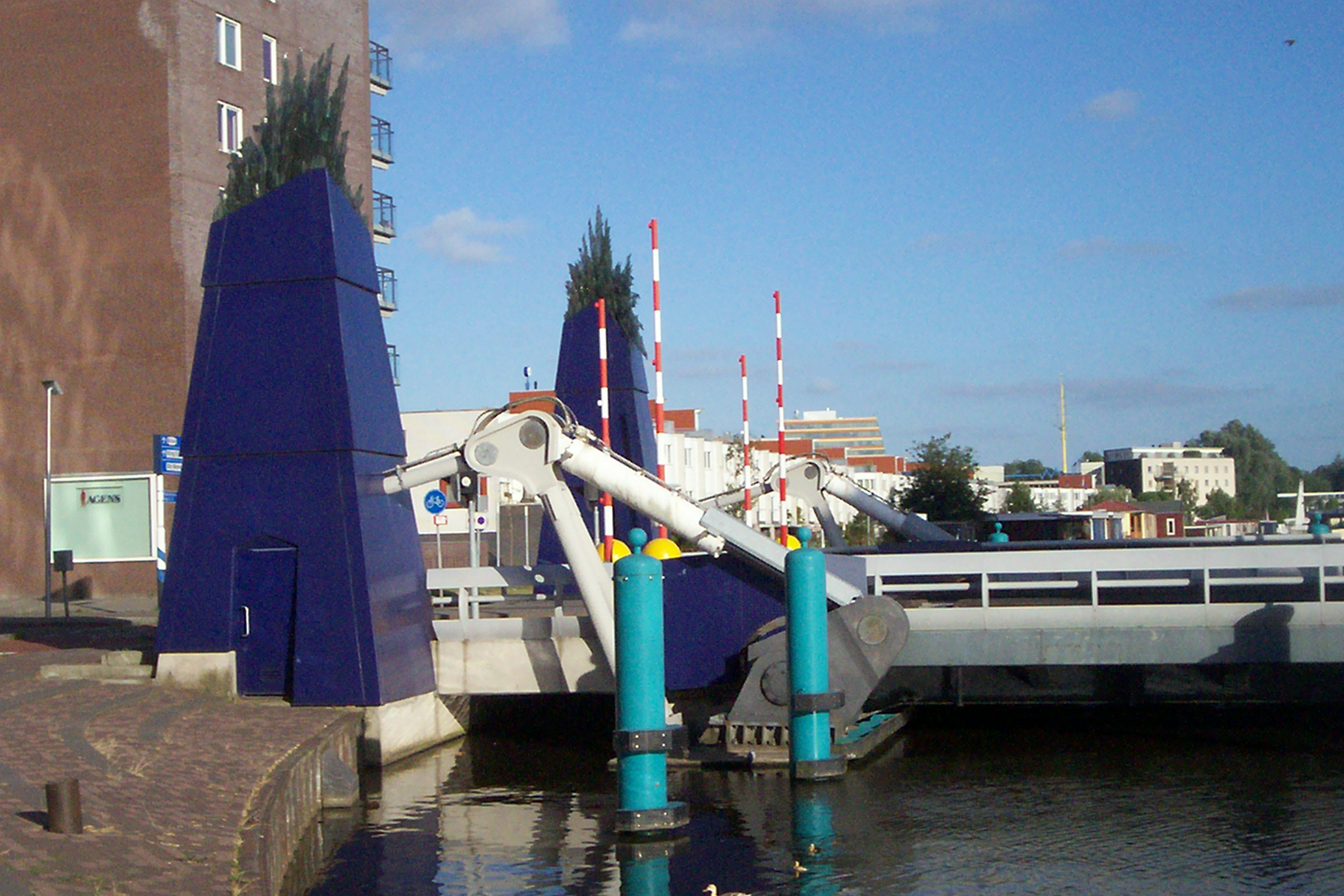
De brug tussen het oude en het nieuwe deel van de wijk

## Publicaties
- 1987: De Oosterpoort, Gerard Offerman, Wolters-Noordhoff/Forsten, ISBN 9062430627